# 계약 하인

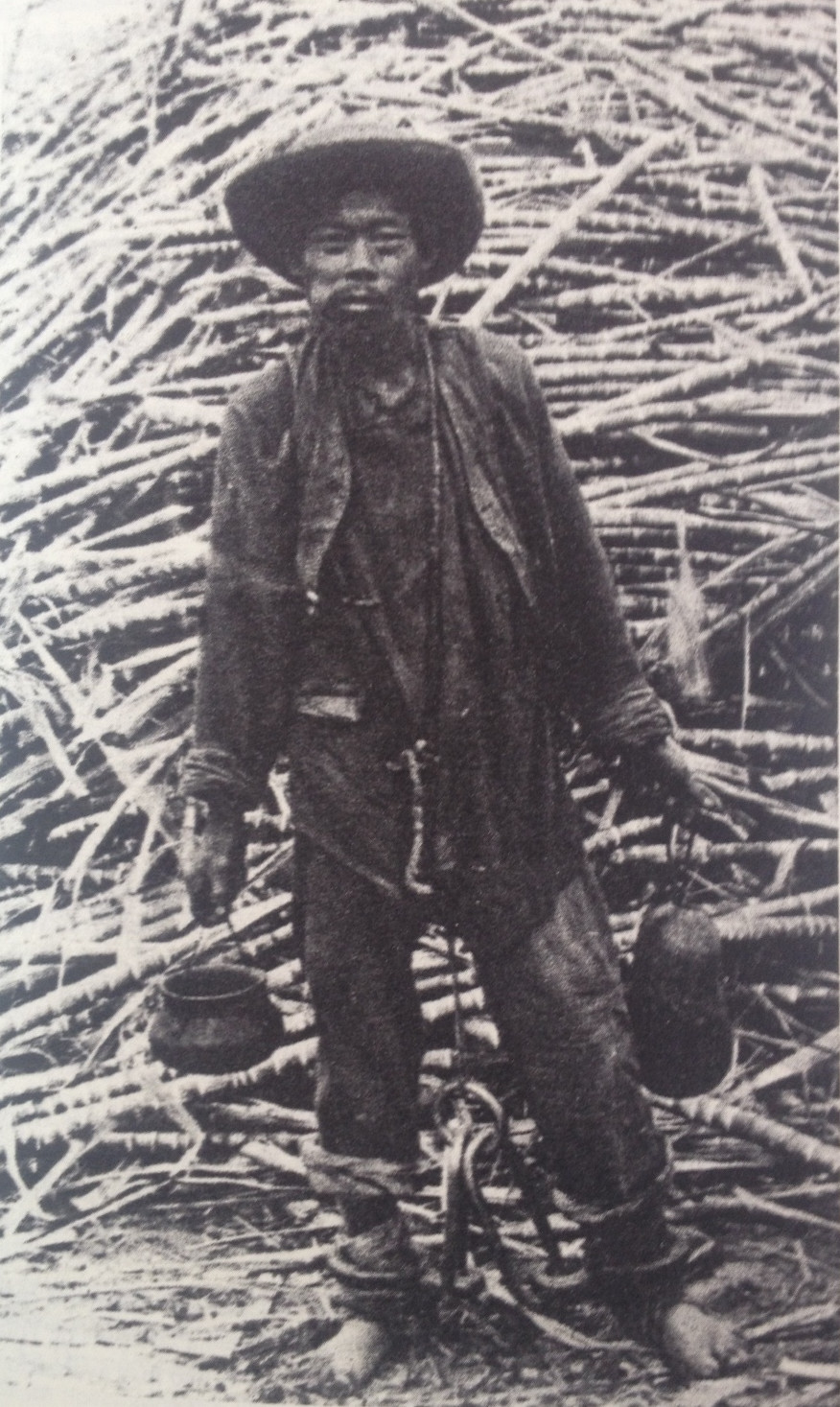

계약하인(indentured servant)은 계약 하에 돈을 받지 않고 일하는 노예의 형태 중 하나. 사실상 계약으로 싸여진 강제적 노동이었다.

## 같이 보기
- 쿨리 (노동자)
- 인신매매
- 유배
- 노예제
- 무급노동